# 망고플레이
주식회사 망고플레이(영어: MangoPlay)는 엔터테인먼트 하이브의 GM(General Manager) 출신인 엄제일 대표가 콘텐츠 기획·연출·관리를 맡은 CPO(Chief Producer Officer)와 도메인 사업을 총괄하는 CDO(Chief Domain Officer)와 함께 창업한 대한민국의 MCN회사이다.

## 소속 크리에이터
- 유태웅
- 위양호
- 차현승
- 전수진
- 도호정
- 이중호프로
- 이아담
- 낭만로펌
- 서준석TV
- 먹쟁이Eater
- ArtWalk
- 신미정
- 장나영
- 구다인